# Едоардо Вергані
Едоардо Вергані (італ. Edoardo Vergani, нар. 6 лютого 2001, Сеграте, Італія) — італійський футболіст, нападник клубу «Зюдтіроль».

## Ігрова кар'єра

### Клубна
У 2014 році Едоардо Вергані приєднався до молодіжного складу міланського «Інтера». В складі команди грав у Юнацькій лізі УЄФА. У 2019 році футболіста було переведено до першої команди «Інтера» але нападник не провів в основі жодного матчу. Перед початком сезону 2020/21 Вергані був відданий в оренду в «Болонью» з опцією можливого викупу контракту. 5 грудня 2020 року в матчі проти «Інтера» вергані зіграв першу гру в складі «Болоньї». Та гра залишилася єдиною в активі гравця.
Перед сезоном 2021/22 Вергані як вільний агент перейшов до клубу «Серії А» «Салернітана», з яким підписав дворічний контракт. Провівши в команді шість матчів, вже через рік нападник перейшов до «Пескари».
В лютому 2025 року Вергані приєднався до «Зюдтіроля» за угодою до 30 червня 2025 року.

### Збірна
В складі юнацької збірної Італії (U-17) у 2018 році Едоардо Вергані став срібним призером юнацького чемпіонату Європи, що проходив в Англії.

## Титули
Італія (U-17)
 Віце - чемпіон Європи: 2018